# Bahnhof Hall in Tirol

Der Bahnhof Hall in Tirol ist ein Regional- und Fernbahnhof für den Personenverkehr sowie ein Güter- und Verschubbahnhof. Der Bahnhof liegt im Bahnkilometer 66,6 der Unterinntalbahn (Bahnstrecke Kufstein–Innsbruck) und ist unter anderem Haltepunkt der S-Bahn Tirol. 

## Geschichte
Bis zur Eröffnung der Unterinntalbahn 1858 war Hall Endpunkt der Innschifffahrt und damit der wichtigste Warenumschlagplatz Nordtirols. Um diesen Status nicht zu verlieren, setzte man sich in Hall von Anfang an für einen eigenen Bahnhof ein. Dafür wurde die Obere Lend, bis dahin Hafen und Holzlagerplatz der Saline, und ein Teil der Haller Au in Anspruch genommen. Die ab 1888 gebaute Localbahn Innsbruck–Hall in Tirol (L.B.I.H.i.T.) führte als Straßenbahn nach Solbad Hall und hatte keinen Anschluss an die Hauptbahn.
In den beiden Weltkriegen spielte der Haller Verschubbahnhof eine wichtige Rolle für die Versorgung der Südfront. Im Zweiten Weltkrieg wurden sogar zusätzliche Gleisanlagen westlich von Loretto angelegt. Im Zweiten Weltkrieg wurde Hall daher mehrfach bombardiert. Ein erster Angriff am 19. Dezember 1944 betraf den Personenbahnhof selbst noch nicht (er verwüstete neben Gleisanlagen den Südwesten der Stadt), am 16. Februar 1945 wurde die Anlage aber vollkommen zerstört.
Der Bahnhof Hall wurde erst nach Kriegsende wiedererrichtet und zeigt bis heute des Gepräge der schlichten internationalistischen Nachkriegs-Bahnhofsarchitektur, als Betonständerwerk mit hoher Befensterung, durchaus wohlproportioniert, sonst aber völlig schmucklos.
Aufgewertet wurde der Bahnhof durch das 1956 errichtete Tiroler Zollfreigebiet für den regionalen Güterverkehr Tirol/Vorarlberg–Südtirol/Trentino wie auch den internationalen Alpentransit. Durch die 1994 eröffnete Güterzugumfahrung Innsbruck, den Tunnel von Hall in das Wipptal, der aber schon zwischen Baumkirchen und Mils abzweigt, verlagerte sich viel Verkehr nach Wörgl (Cargo- und ROLA-Terminal). Die Umfahrung wird zukünftig auch den Beginn des Brenner-Basistunnels darstellen.
1978 erhielt der Bahnhof ein neues Zentralstellwerk.
2012 wurde der Vorplatz um etwa eine Million Euro modernen Anforderungen angepasst, um weitere neun Millionen Euro die Gleisanlagen erneuert.
Juli 2013 gab es einen Chemiealarm, der aber glimpflich verlief.
Die Modernisierung und der barrierefreie Umbau wurde am 11. November 2019 abgeschlossen.

## Heutiger Betrieb

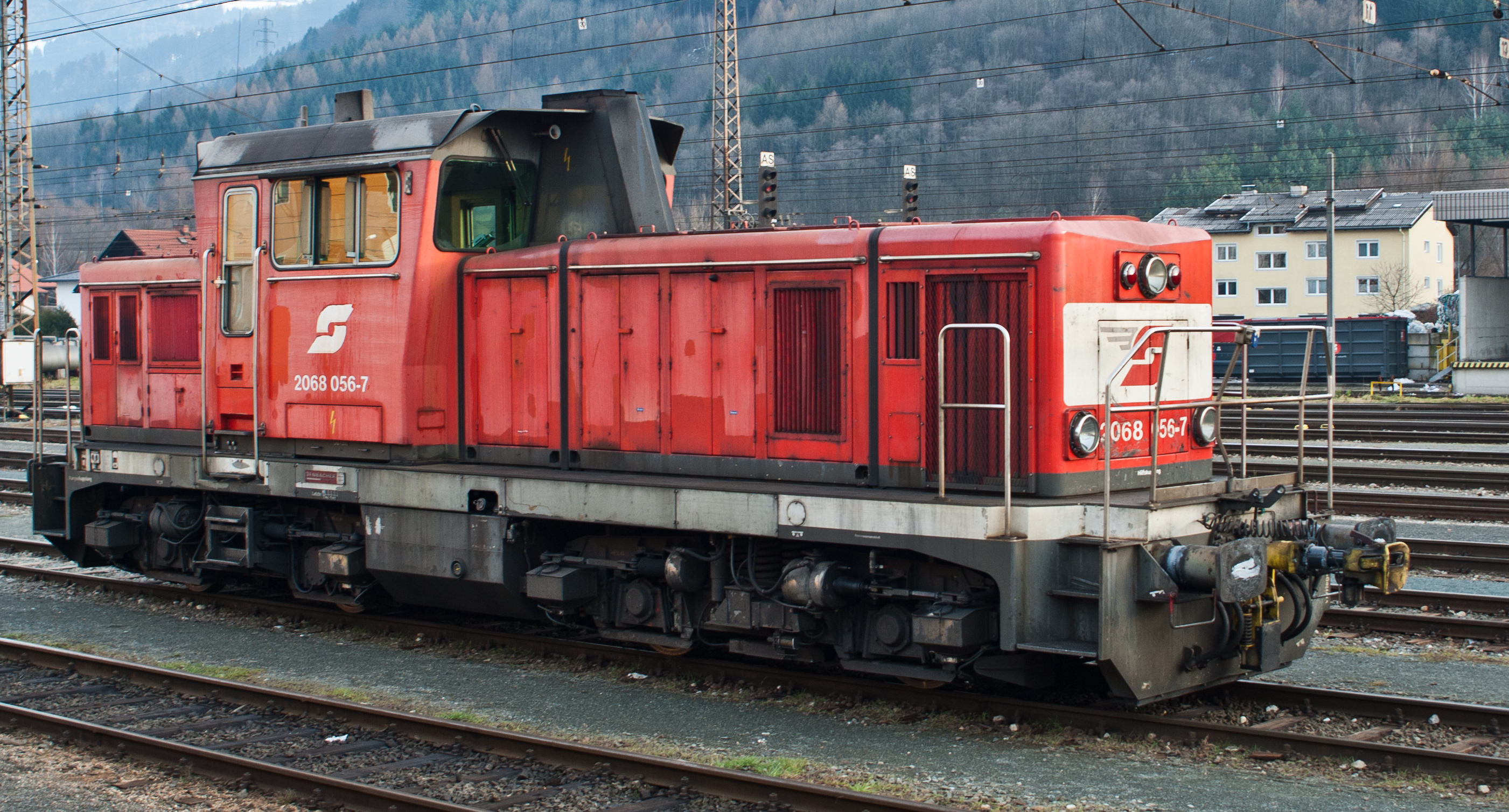
Eine ÖBB 2068 056 im Rangierbetrieb in Hall

Er wird von ÖBB-Infrastruktur betrieben und befindet sich im Südosten des Ortes. Es ist ein Durchgangsbahnhof, der als Verschiebebahnhof für den Eisenbahnknoten Innsbruck dient. Am Vorplatz befindet sich ein kleiner Busbahnhof sowie ein Park & Ride-Parkplatz.
Im Jahr 2013 wurde die Station werktags von mehr als 120 S-Bahnen angefahren. Außerdem wird der Bahnhof von REX-Zügen bedient, die Regel-Fahrzeit nach Innsbruck beträgt 9 Minuten. Im Jahr 2012 wurde der Bahnhof von rund 1900 Fahrgästen pro Tag frequentiert.
Heute verkehren am Bahnhof Regionalzüge der S-Bahn Tirol. REX2 nach Innsbruck und Kufstein sowie die S4 nach Jenbach und Ötztal.
Hall ist der größte Verschub- und Zugbildebahnhof Tirols mit einer Fläche von 25,2 ha und 230 Beschäftigten. Rund 500.000 Waggons werden hier jährlich verschoben, das Frachtaufkommen beträgt rund 600.000 Tonnen pro Jahr.